# HM (patient)
Pour les articles homonymes, voir HM.
HM, pseudonyme d'Henry Gustav Molaison, (26 février 1926 - 2 décembre 2008), est un patient qui a souffert d'une épilepsie de plus en plus handicapante depuis l'âge de ses 10 ans et devenu amnésique, à 27 ans, à la suite d'une opération chirurgicale destinée à supprimer le foyer de son épilepsie et effectuée le 1er septembre 1953 par le neurochirurgien William Scoville,. 
À partir de 1957, et durant toute la seconde moitié du XXe siècle, H.M. a été largement étudié par les neuropsychologues de l'Institut neurologique de Montréal, notamment Brenda Milner et Suzanne Corkin .
Son cas a contribué à une meilleure compréhension des différentes formes de la mémoire et notamment de la mémoire déclarative.

## Histoire
HM est l'exemple d'un cas d'amnésie après chirurgie bitemporale. 
Souffrant d'épilepsie résistante aux médicaments, HM a subi une opération chirurgicale expérimentale consistant en une résection bilatérale du lobe temporal médian avec exérèse de l'amygdale, de l'uncus, du gyrus hippocampique et des deux tiers antérieurs de l'hippocampe, où le Dr. Scoville pensait que les foyers épileptogènes étaient localisés. 
À son réveil, HM est guéri de son épilepsie mais souffre d'une amnésie antérograde quasi totale alors même que sa mémoire immédiate, dite « mémoire à court terme », est intacte : il est incapable de retenir une information au-delà de quelques secondes à moins de faire un effort constant de répétition.
HM est donc incapable de mémoriser de nouvelles informations de nature explicite même si des expériences ultérieures ont montré qu'il conservait une partie de sa mémoire implicite, notamment ses capacités d'apprentissage d'habiletés motrices (dessin en miroir, résolution de puzzles). 
Des études montrent qu'il se souvient parfois de certaines informations très ponctuelles comme le fait qu'il a « des problèmes de mémoire » ou qu'« une personne célèbre appelée Kennedy a été assassinée ». 
Même si ces souvenirs sont extrêmement rares, ils indiquent que l'amnésie antérograde n'est pas un phénomène tout-ou-rien. 
On attribue sa capacité à retenir certaines informations comme le plan de sa nouvelle maison, son visage dans un miroir ou encore le fait que ses parents soient morts, par leur caractère très répétitif ou à leur charge émotionnelle forte. 
L'émotion et la répétition permettraient en effet d'utiliser d'autres structures du cerveau pour mieux mémoriser ces informations, comme le système limbique[réf. souhaitée].

## Causes
L'amnésie antérograde dont souffre HM s'accompagne d'une amnésie rétrograde plus légère d'environ 11 ans. 
De façon plus précise, il est souvent accepté que la résection bilatérale des hippocampes était la cause de ces troubles amnésiques. 
Cependant, des recherches récentes tendent à montrer que cette amnésie est également liée au fait que des zones extrahippocampales ont été lésées lors de l'opération. 
Howard Eichenbaum (en)[réf. souhaitée] montre en effet que le cortex périrhinal serait significativement impliqué dans le processus de mémorisation explicite, alors que l'hippocampe aurait un rôle plus restreint de mise en relation des éléments perçus. 
De manière générale, les différentes hypothèses des causes de l'amnésie de HM sont difficiles à tester car les zones du cerveau endommagées sont relativement vastes. 
D'autre cas de patients (RB, GD, LM, WH) ont cependant été corrélés[source insuffisante].

## Participation à des recherches
À partir de 1957, il est le sujet de nombreuses études scientifiques sur la mémoire menées par les neuropsychologues de l’Institut neurologique de Montréal, notamment Brenda Milner et Suzanne Corkin,. Ces études ont contribué à la compréhension des mécanismes de la mémoire. Jusque dans les dernières années de sa vie, HM participait encore ponctuellement à des expériences de psychologie. Plus de cinquante ans après l'opération, ses troubles amnésiques avaient très peu évolué. Malgré ses troubles de mémoire, HM était une personne très courtoise, et ne souffrait pas de problème d'identité ni d'une baisse de QI. Cependant, il était très difficile pour lui de savoir s'il avait faim, sommeil ou mal à un endroit précis. Il résidait dans une institution de soin à Hartford, dans le Connecticut.
Après son décès, son cerveau a été prélevé afin de subir une étude histologique inédite qui repose sur plusieurs milliers de sections qui seront numérisées et mises en ligne dans le cadre d'un projet mené par l'université de Californie à San Diego, The Brain Observatory, pour réaliser un atlas numérique de son cerveau qui servira à de futures études neuro-anatomiques. Pour ce faire, son cerveau a été congelé puis minutieusement sectionné pendant 53 heures consécutives, ce qui constituait la première manipulation du genre.